# Старая Балыкла
Старая Балыкла — село в Камышлинском районе Самарской области. Входит в состав сельского поселения Балыкла. 

## География
Находится на расстоянии примерно 13 километров по прямой на юг от районного центра села Камышла. 

## История
Село основано в 1733 году переселенцами из деревни Балыкла Арского уезда. В 1859 года было 143 двора, 974 жителя, одна мечеть. В советское время известен был колхоз им. XXII-го партсъезда. Альтернативное название Давыдкино. 

## Население
Постоянное население составляло 658 человека (татары 98%) в 2002 году, 599 в 2010 году.